# Pelecoide

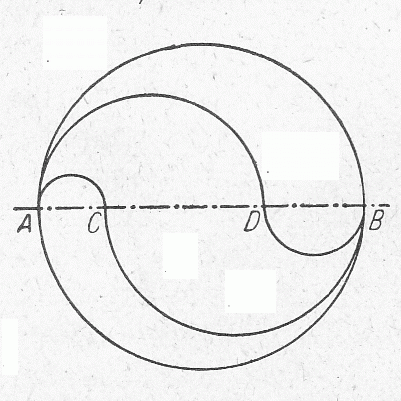
Esempio di pelecoide

Il pelecoide (dal greco pelekus, "ascia, scure" e eidos, "forma") è una figura geometrica formata da quattro semicerchi nel seguente modo:
- sul diametro A-B si segnano due punti a caso C e D
- da un lato del diametro si tracciano due semicerchi, uno da A a C e uno da A a D
- dall'altro lato del diametro si fa l'opposto, tracciando due semicerchi, uno da B a C e uno da B a D

Si ottiene così una figura che ricorda una scure. Il suo perimetro avrà lunghezza pari alla lunghezza della circonferenza di diametro AB, mentre la superficie starà a quella del cerchio come CD sta ad AB.
Queste due proprietà vengono usate per risolvere il problema di dividere un cerchio in un dato n numero di parti uguali tra loro in superficie e contorno.